# Tymoteusz z Konstantynopola
Tymoteusz z Konstantynopola (zm. w VII wieku) – bizantyński pisarz, prezbiter w Hagia Sophia (Ἁγία Σοφία) w Konstantynopolu. Około roku 600 napisał dzieło pt. De receptione haereticorum (O różnicach poglądów między przychodzącymi do naszej wiary), które zawiera wykaz i charakterystykę herezji i schizm VI wieku. Pisząc je korzystał z protokołu synodu w Side z 390 roku.